# Regeltypusstörung
Unter dem Begriff Regeltypusstörung, auch Typusanomalien genannt, werden Anomalien vom Blutungsmuster des Menstruationszyklus zusammengefasst. Man unterscheidet dabei verminderte oder verstärkte Regelblutungen.
Davon abzugrenzen sind die Regeltempostörungen, auch Tempoanomalien genannt, die Störungen der Blutungsintervalle bezeichnen.
Blutungsstörungen können kombiniert typus- und tempogestört sein.
Zu den Regeltypusstörungen gehören:
- Hypomenorrhoe mit sehr schwacher Regelblutung
- Hypermenorrhoe mit zu starker Regelblutung
- Menorrhagie, mit auf sieben bis 14 Tage verlängerten Regelblutungen
- Metrorrhagie mit azyklischen Blutungen, das heißt Zwischenblutungen außerhalb des normalen Zyklus
- Menometrorrhagie mit Zwischenblutungen, die länger als 14 Tage andauern